# France au Concours Eurovision de la chanson 2002
La France a participé au Concours Eurovision de la chanson 2002 à Tallinn, en Estonie. C'est la 45e participation de la France au Concours Eurovision de la chanson.
Le pays est représenté par Sandrine François et la chanson Il faut du temps, sélectionnés en interne par France 3.

## Sélection
France 3 choisit l'artiste et la chanson en interne pour représenter la France au Concours Eurovision de la chanson 2002.
Lors de cette sélection, c'est la chanteuse Sandrine François et la chanson Il faut du temps, écrite par Marie-Florence Gros et Patrick Bruel, et composée par Rick Allison et Patrick Bruel qui furent choisies.

## À l'Eurovision

### Points attribués par la France
| 12 points | Espagne     |
| 10 points | Israël      |
| 8 points  | Lettonie    |
| 7 points  | Turquie     |
| 6 points  | Malte       |
| 5 points  | Slovénie    |
| 4 points  | Roumanie    |
| 3 points  | Suisse      |
| 2 points  | Belgique    |
| 1 point   | Royaume-Uni |

### Points attribués à la France
| 12 points             | 10 points                         | 8 points                               | 7 points   | 6 points    |
| --------------------- | --------------------------------- | -------------------------------------- | ---------- | ----------- |
| - Finlande            | - Belgique - Royaume-Uni - Suisse | - Bosnie-Herzégovine - Espagne - Suède | - Israël   | - Allemagne |
| 5 points              | 4 points                          | 3 points                               | 2 points   | 1 point     |
| - Danemark - Lituanie | - Roumanie                        | - Estonie - Grèce - Slovénie           | - Lettonie |             |

Sandrine François interprète Il faut du temps en 17e position lors du concours suivant la Belgique et précédant l'Allemagne. Au terme du vote final, la France termine 5e sur 24 pays avec 104 points, recevant le maximum des douze points de la Finlande,.